# Orlando Pace
College Football Hall of Fame 2013
Pro Football Hall of Fame 2016
(en) Statistiques sur pro-football-reference
Orlando Lamar Pace, né le 4 novembre 1975 à Sandusky (Ohio), est un joueur américain de football américain évoluant au poste d'offensive tackle.

## Biographie
Étudiant à l'université de l'État de l'Ohio, il joua pour les Buckeyes d'Ohio State. Ses deux dernières saisons sont prolifiques pour lui. Il ne laissera aucun sack se produire par sa faute et il remporta le trophée Lombardi en 1995 et 1996, ainsi que le trophée Outland en 1996. Toujours en 1996, il fait partie des semi-finalistes du trophée Heisman et finit 4e. Ceci fut la place la plus haute pour un joueur de la ligne offensive depuis Hugh Green en 1980.
Il fut drafté en 1997 à la 1re place (premier round) par les Rams de Saint-Louis. Là encore, c'est exceptionnel, le dernier joueur de la ligne offensive ayant été repêché à la 1re place était Ron Yary en 1968.
La puissance physique de Pace (2 m, 147 kg) et ses qualités de bloqueurs — notamment en pass protection — avec d'excellents réflexes, l'ont placé parmi les meilleurs offensive tackles en activité. Cependant, le 12 novembre 2006, une blessure au triceps le force hors des terrains pour le reste de la saison NFL 2006 et au premier match de la saison suivante, il se reblesse au même endroit mettant fin à sa saison.
En 2009, il signe une saison aux Bears de Chicago.
Orlando remporta avec la franchise de Saint-Louis à la fin de la saison NFL 1999 le Super Bowl XXXIV. Il jouera aussi lors du Super Bowl XXXVI (2001) perdu contre les Patriots de la Nouvelle-Angleterre.
Il fut sélectionné sept fois consécutivement pour le Pro Bowl (1999, 2000, 2001, 2002, 2003, 2004 et 2005).